# Panzerkampfwagen II
Panzerkampfwagen II (PzKpfw II) eller SdKfz 121 var en tysk stridsvagn som användes under den första delen av andra världskriget, där den spelade en viktig roll i fälttågen mot Polen och Frankrike. Vid 1942 togs den ur tjänst vid frontlinjerna, och 1943 upphörde all produktion, men chassit fortsatte att användas till andra pansarfordon. Bland dessa varianter fanns Flammpanzer II (eldkastarstridsvagn), Wespe (artillerikanonvagn), Marder II (pansarvärnskanonvagn), Luchs (spaningsfordon) och man experimenterade även med en amfibievagn baserad på Panzerkampfwagen II. 
Panzerkampfwagen II beställdes 1934 för att täcka tidsgapet mellan Panzerkampfwagen I och de bättre Panzerkampfwagen III och Panzerkampfwagen IV (som var tänkta att vara Tysklands huvudstridsvagnar i krig). Panzerkampfwagen II var från början tänkt att endast användas som träningsfordon. Fordonet gick inledningsvis under täcknamnet Landwirtschaftlicher Schlepper 100 (LaS 100), "jordbrukstraktor", för att dölja för omvärlden att Tyskland utvecklade av Versaillesfreden förbjudna stridsvagnar. 